# Jurij Francew
Jurij (Gieorgij) Francew (Francow) (ros. Юрий (Георгий) Павлович Францев (Францов), ur. 18 września?/1 października 1903 w Moskwie, zm. 18 kwietnia 1969 tamże) – radziecki historyk, egiptolog, filozof, socjolog i działacz partyjny.

## Życiorys
Urodził się w rodzinie lekarskiej. Absolwent gimnazjum w Samarze (1919). Studiował na uniwersytecie w Samarze (Самарский государственный университет), następnie na Leningradzkim Uniwersytecie Państwowym (Ленинградский государственный университет) (1922-1924), w 1942 został doktorem nauk historycznych, od 1931 pracownik naukowy, z-ca dyrektora, 1937-1942 dyrektor Muzeum Historii Religii Akademii Nauk ZSRR (Музей истории религии) w Leningradzie, od 1940 należał do WKP(b), 1945-1949 był dyrektorem Instytutu Stosunków Międzynarodowych w Moskwie (Институт международных отношений). Od 1949 zajmował stanowiska kierownicze w Ministerstwie Spraw Zagranicznych ZSRR i w prasie partyjnej („Prawda”), pracował również w piśmie „Waprosy Filisofii” (Вопросы философии), w latach 1958-1965 był rektorem i kierownikiem Katedry Komunizmu Naukowego Akademii Nauk Społecznych przy KC KPZR (Академиия общественных наук при ЦК КПСС), w latach 1964-1968 redaktorem naczelnym pisma Problemy Pokoju i Socjalizmu w Pradze, a w latach 1968-1969 zastępcą dyrektora Instytutu Marksizmu-Leninizmu przy KC KPZR (Институт марксизма-ленинизма при ЦК КПСС). 20 czerwca 1958 został członkiem korespondentem, a 26 czerwca 1964 akademikiem Akademii Nauk ZSRR. Specjalizował się filozofii socjalnej i ateizmie, między 1958 a 1959 był prezydentem Radzieckiego Stowarzyszenia Socjologicznego. Był zastępcą członka KC KPZR. Pochowany na Cmentarzu Nowodziewiczym w Moskwie.

## Odznaczenia
- Order Lenina
- Order Czerwonego Sztandaru Pracy
- Order Czerwonej Gwiazdy
- Order „Znak Honoru”
- Medal „Za obronę Leningradu”
- Medal „Za ofiarną pracę w Wielkiej Wojnie Ojczyźnianej 1941–1945”
- Order Za Zasługi (NRD)